# Chauffe-eau instantané

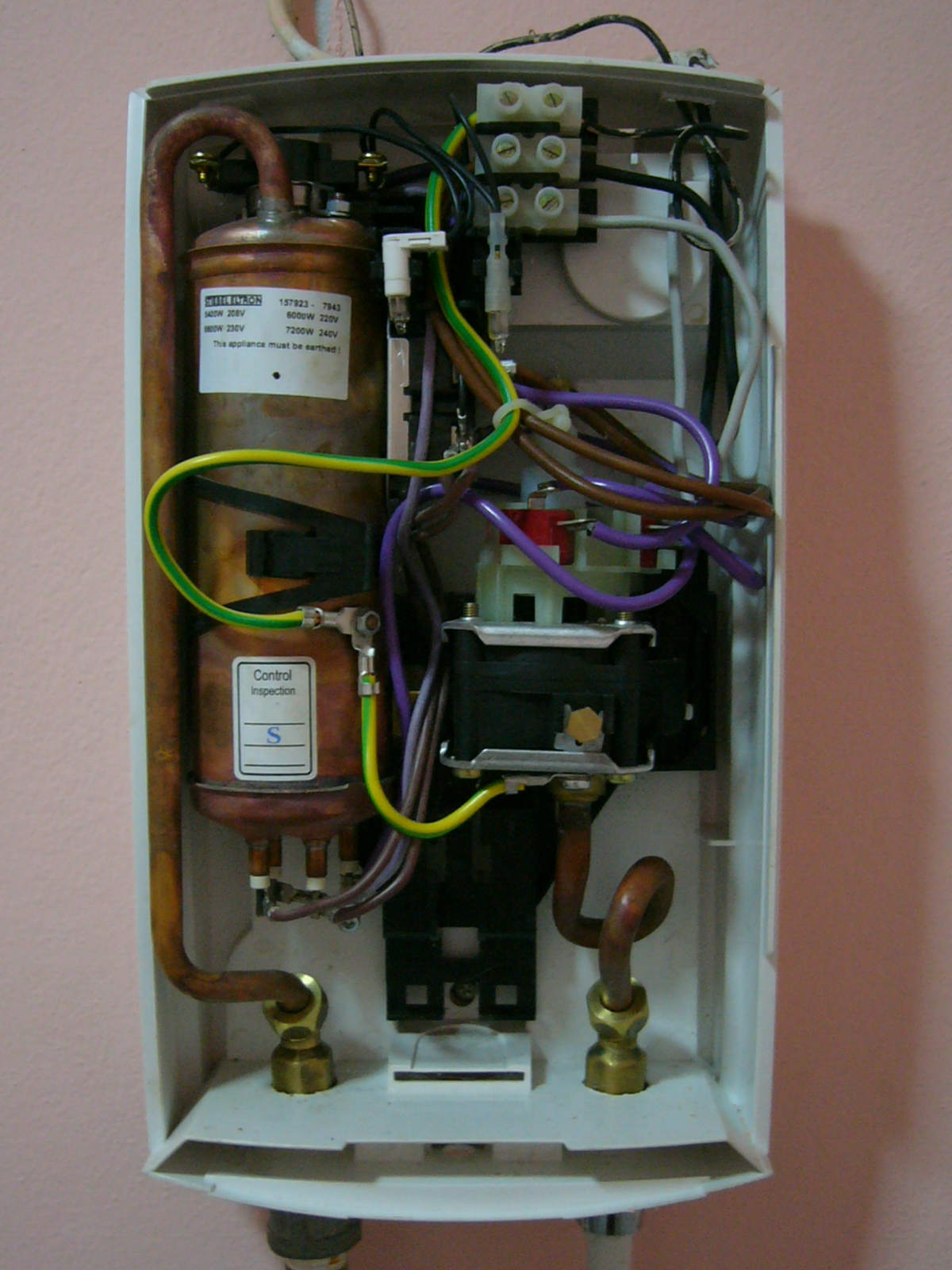
L'intérieur d'un réchauffeur sans réservoir à deux étages à commande hydraulique, chauffé par une alimentation électrique monophasée. Le réservoir en cuivre contient des éléments chauffants d'une puissance maximale de 18 kW.

Les chauffe-eau sans réservoir, également appelés chauffe-eau instantanés (en anglais Tankless water heaters, continuous flow, inline, flash, on-demand, ou instant-on water heaters), chauffent l'eau instantanément à travers l'appareil et ne retiennent pas d'eau à l'intérieur sauf dans le serpentin de l'échangeur de chaleur.
Les échangeurs de chaleur en cuivre sont préférés dans ces unités en raison de leur conductivité thermique élevée et de leur facilité de fabrication.
Les chauffe-eau sans réservoir peuvent être installés dans toute la maison à plus d’un point d’utilisation, loin d’un chauffe-eau central, ou des modèles centralisés plus grands peuvent être utilisés pour répondre à tous les besoins en eau chaude de toute la maison. Les principaux avantages des chauffe-eau sans réservoir sont un flux continu d’eau chaude (par rapport à un débit limité d’eau chaude chauffée en continu par les chauffe-eau classiques) et des économies d’énergie potentielles dans certaines conditions. Le principal inconvénient de ces systèmes est leur coût initial élevé (équipement et installation).

## Opération
Le chauffe-eau est normalement éteint, mais est équipé de capteurs de débit qui l’active lorsque l’eau les traverse. Une boucle de rétroaction négative est utilisée pour amener l'eau à la température cible. L'eau circule dans un échangeur de chaleur en cuivre et est chauffée par gaz ou chauffage électrique. Comme il n’y a pas de réservoir d’eau chaude finie pouvant être épuisé, le chauffe-eau fournit une alimentation continue, Pour protéger les unités dans des environnements acides, des revêtements durables ou d'autres traitements de surface sont disponibles. Les revêtements résistants aux acides peuvent résister à des températures de 1 000 °C.

## Chaudières combinées
Les chaudières combinées ou combinées combinent le chauffage central avec l'eau chaude sanitaire (ECS) dans un seul appareil. Lorsque l'eau chaude sanitaire est utilisée, une chaudière combinée arrête de pomper l'eau dans le circuit de chauffage et détourne toute la puissance de la chaudière pour chauffer l'eau chaude sanitaire. Certains combis ont de petits réservoirs d'eau internes combinant l'énergie de l'eau stockée et le brûleur à gaz ou à mazout pour obtenir une eau chaude sanitaire plus rapide aux robinets ou pour augmenter le débit d'eau chaude sanitaire.
Les chaudières combinées sont classées selon le débit d'eau chaude sanitaire. Les puissances nominales pour les unités domestiques sont généralement de 24 kW à 54 kW, ce qui donne des débits approximatifs de 9 à 23 litres par minute (2,4 à 6,1 gallons US par minute). Les unités plus grandes sont utilisées dans les applications commerciales et institutionnelles ou dans les logements à logements multiples. Les modèles à débit élevé peuvent fournir simultanément deux douches.
Les chaudières combinées requièrent moins d'espace que les systèmes conventionnels et sont beaucoup moins chères à installer, car les réservoirs d'eau et les tuyaux et commandes associés ne sont pas nécessaires. Un autre avantage est que plusieurs unités peuvent être utilisées pour alimenter des zones de chauffage ou des salles de bains séparées, ce qui permet un meilleur contrôle du temps et de la température. Par exemple, un « combi » pourrait alimenter le système de chauffage en bas et une autre à l'étage, la duplication garde contre la perte complète de chauffage et d'eau chaude sanitaire dans le cas où une unité tombe en panne, à condition que les deux systèmes sont reliés entre eux avec des vannes (normalement fermés).
Les chaudières mixtes sont populaires en Europe où la part de marché dans certains pays dépasse 70 %, avec une augmentation prévue au Royaume-Uni à 78 % d'ici 2020. Cette tendance s’explique en partie par une tendance sociale vers des ménages plus nombreux mais plus petits et une tendance toujours croissante vers des logements physiquement plus petits et souvent à haute densité.
Les inconvénients des systèmes combinés comprennent des débits d’eau inférieurs à ceux des réservoirs de stockage, en particulier en hiver, et une exigence selon laquelle les puissances nominales globales doivent correspondre aux exigences de chauffage maximales. Alors que le chauffage de l'eau « à la demande » améliore l'efficacité énergétique, le volume d'eau disponible à un moment donné est limité, la conception d'un «combi» doit être adaptée à la pression d'alimentation en eau.
(Certains modèles datant d'avant le début du siècle, notamment l'Idéal Sprint, incluaient en standard un régulateur de débit qui permettait au même modèle de fonctionner efficacement dans les zones de distribution d'eau haute et basse pression, permettant ainsi de s'adapter à de dans des contextes urbains similaires tels que le Grand Londres.)
Alors que les chaudières mixtes ont plus de pièces mobiles et sont donc généralement considérées comme moins fiables que les systèmes de réservoirs La double tendance au remplacement des pièces par une durée de vie prédéfinie et des commandes numériques remplaçables pour les systèmes «traditionnels» a largement érodé cette distinction.

## Types sans réservoir au point d'utilisation (POU)

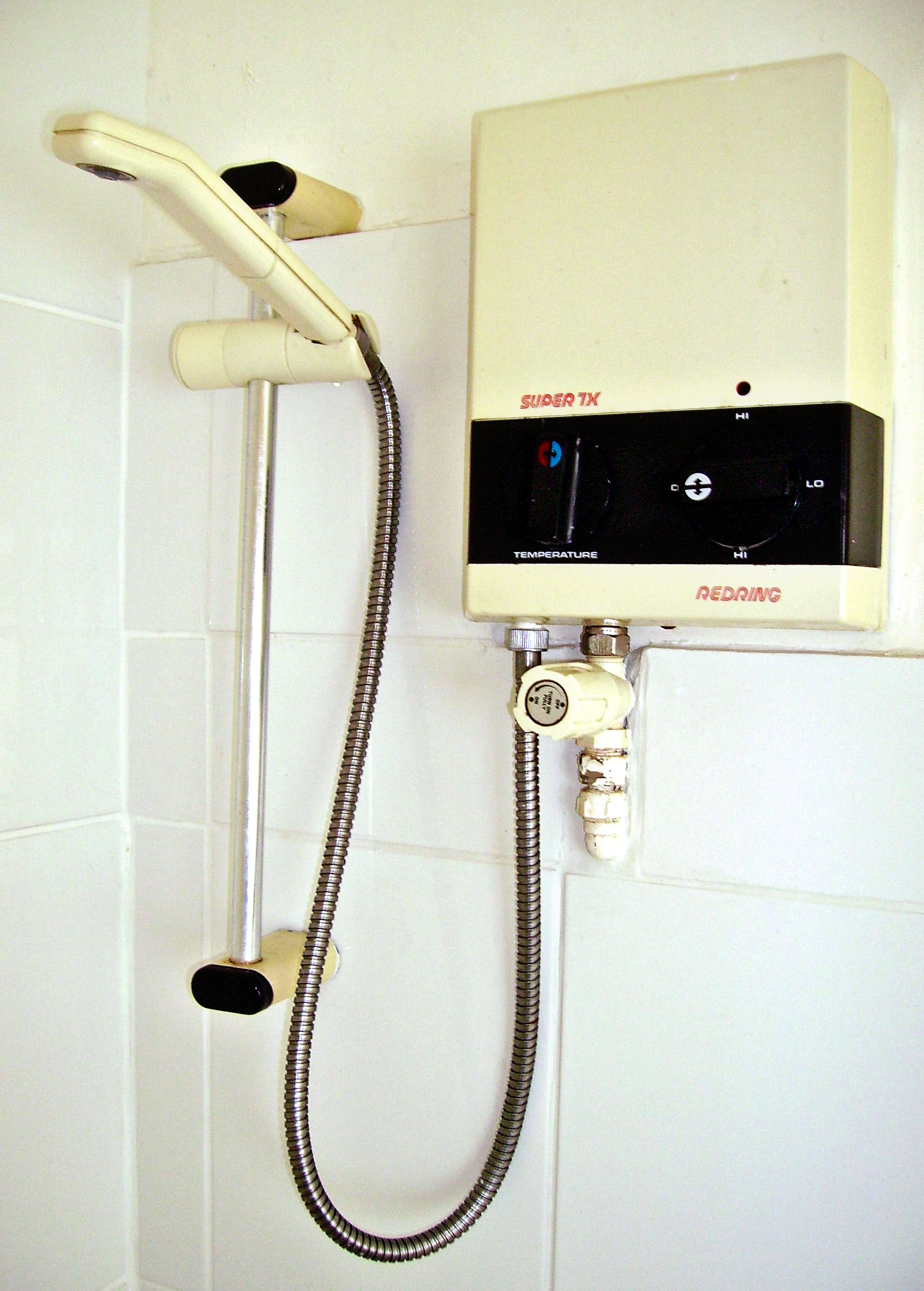
Chauffe-eau électrique sans réservoir (Grande-Bretagne)

Les chauffe-eau sans réservoir au point d'utilisation sont situés immédiatement là où l'eau est utilisée, de sorte que l'eau est presque instantanément chaude, ce qui réduit le gaspillage d'eau. Les chauffe-eau sans réservoir POU peuvent également économiser plus d'énergie que les chauffe-eau sans réservoir installés au centre, car il ne reste pas d'eau chaude dans les longs tuyaux d'alimentation une fois le débit coupé. Cependant, les chauffe-eau sans réservoir POU sont souvent installés en combinaison avec un chauffe-eau central, le premier type étant généralement limité à moins de 6 litres par minute (1,5 gallon US par minute), ce qui est suffisant pour une utilisation légère. Dans de nombreux cas, les dépenses initiales liées à l'achat et à l'installation d'un réchauffeur de POU séparé pour chaque cuisine, buanderie, salle de bains et lavabo peuvent dépasser les économies réalisées sur les factures d'eau et d'énergie. Aux États-Unis, les chauffe-eau POU jusqu'à récemment étaient presque toujours électriques [réf. nécessaire), et l’électricité coûte souvent beaucoup plus cher que le gaz naturel ou le propane (lorsque ces derniers sont disponibles).
Ces dernières années, les appareils de chauffage sans réservoir de plus grande capacité sont devenus plus largement disponibles, mais leur faisabilité peut encore être limitée par la capacité de l'infrastructure à fournir de l'énergie (intensité électrique maximale ou débit de gaz) Dans le passé, les chauffe-eau de type réservoir ont été utilisés pour compenser les capacités de fourniture d'énergie plus faibles et sont toujours utiles lorsque l'infrastructure énergétique peut avoir une capacité limitée, ce qui se traduit souvent par des surcharges énergétiques de pointe.
En théorie, les appareils de chauffage sans réservoir peuvent toujours être plus efficaces que les chauffe-eau à réservoir de stockage. Dans les deux types d’installation (centralisé et POU), l’absence de réservoir permet d’économiser de l’énergie par rapport aux chauffe-eau classiques à réservoir, qui doivent réchauffer l’eau dans le réservoir en se refroidissant pendant l’attente (on parle de perte). Dans certaines installations, l'énergie perdue par un réchauffeur à réservoir situé dans un bâtiment contribue simplement à chauffer l'espace occupé. Cela est vrai pour une unité électrique, mais pour une unité de gaz, une partie de cette énergie perdue passe par la sortie d'air. Cependant, si le bâtiment doit à tout moment être refroidi pour maintenir des températures confortables, la chaleur perdue dans un réservoir d'eau chaude situé dans l'espace climatisé doit être éliminée par le système de climatisation, ce qui nécessite une capacité de refroidissement et une consommation d'énergie plus importantes.
Avec un chauffe-eau central de tout type, toute eau froide se trouvant dans les tuyaux entre le réchauffeur et le point d'utilisation est déversée dans le drain lorsque l'eau chaude sort du réchauffeur. Ce gaspillage d'eau peut être évité si une pompe de recirculation est installée, mais au prix de l'énergie nécessaire pour faire fonctionner la pompe, plus l'énergie nécessaire pour réchauffer l'eau recyclée dans les tuyaux. Certains systèmes de recirculation réduisent la perte en veille en fonctionnant uniquement à des moments précis, par exemple en s'éteignant tard le soir. Cela économise de l'énergie au détriment d'une plus grande complexité du système.

## Chauffe-eau hybrides sans réservoir
Un chauffe-eau hybride est un système de chauffage à eau qui intègre les caractéristiques techniques des chauffe-eau à réservoir et des chauffe-eau sans réservoir.
Le chauffe-eau hybride maintient la pression de l'eau et l'approvisionnement constant en eau chaude dans plusieurs applications d'eau chaude, et comme ses cousins sans réservoir, l'hybride est efficace et peut fournir un flux continu d'eau chaude à la demande.
L'approche hybride est conçue pour éliminer les lacunes générales des autres technologies. Par exemple, les hybrides sont activés soit par un thermostat (similaire à un chauffe-eau à réservoir), soit par un débit (similaire à un chauffe-eau sans réservoir).
Les hybrides ont de petits réservoirs de stockage qui tempèrent l'eau froide entrante. Cela signifie que les hybrides doivent seulement augmenter la température de l'eau de tiède à chaud, par opposition à la température sans réservoir qui doit porter de l'eau complètement froide à chaud. Les caractéristiques qui définissent un « chauffe-eau hybride » sont :
- Combinaison du débit d'eau du réservoir et de l'efficacité du chauffe-eau sans réservoir ;
- Petit réservoir d'eau de stockage intégré dans l'échangeur de chaleur (généralement entre deux gallons et 20 gallons) ;
- Double activation: détection de débit et contrôle du thermostat.

Les chauffe-eau hybrides peuvent être alimentés au gaz (gaz naturel ou propane) ou être alimentés électriquement par une combinaison de thermopompes et d'éléments chauffants électriques conventionnels.

## Opération
Un chauffe-eau hybride au gaz utilise un brûleur infrarouge modulant qui est déclenché par un débit d'eau ou un thermostat. L'échangeur de chaleur à plusieurs passages abaisse la chaleur puis la recycle à travers des tuyaux à chicanes pour une efficacité maximale. L'eau remplit le réservoir de bas en haut et se répartit uniformément autour des tuyaux de chauffage, produisant de l'eau chaude continue avec une pression et une température constantes.
Dans les situations de faible débit, l'hybride se comporte comme un appareil de chauffage de type réservoir grâce à une consommation minimale de carburant fixe et à l'activation du thermostat. Bien que doté d'une certaine capacité de stockage, le faible volume minimise la consommation de carburant en attente. Les hybrides partagent également des caractéristiques supplémentaires avec les appareils de chauffage de type réservoir, comme une installation au sol, une ventilation en PVC standard, un bac de vidange, et ils peuvent être installés avec une pompe de recirculation pour encore plus d'économie d'eau.
Dans les situations de forte demande et de débit élevé, la technologie hybride se comporte davantage comme un appareil de chauffage sans réservoir, avec une capacité de BTU élevée et une modulation complète pour fournir un flux continu d'eau chaude dans plusieurs applications. Cela produit un rendement énergétique similaire à celui des appareils de chauffage sans réservoir, mais avec une capacité de débit supérieure.

### Efficacité
|                                 | Hybrid      | Tankless    | Tank        |
| ------------------------------- | ----------- | ----------- | ----------- |
| Fuel                            | natural gas | natural gas | natural gas |
| Material                        | cast iron   | copper      | cast iron   |
| Efficiency                      | average 86% | average 80% | average 60% |
| Nitrous oxide emissions (PPM)   | 5–30        | 30–40       | 60–90       |
| Carbon monoxide emissions (PPM) | 40–45       | 190–200     | 200–250     |
| Exhaust temp. (°F)              | 128–155     | 390–410     | 480–500     |

## Commandes de chauffage sans réservoir

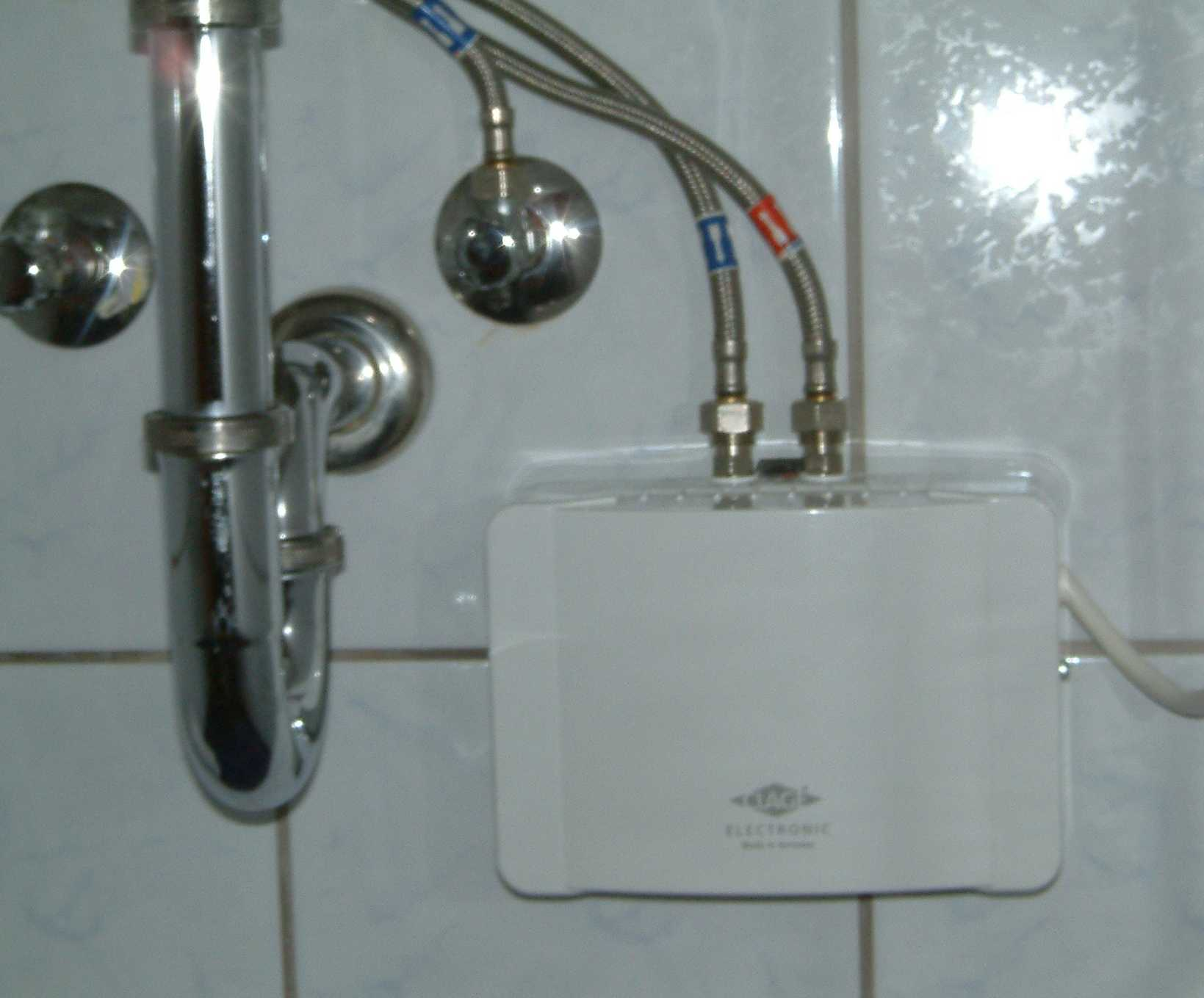
Chauffe-eau électrique sans réservoir au point d'utilisation (POU), fixé au mur sous un évier (Allemagne)

Les chauffe-eau sans réservoir peuvent être divisés en deux catégories en fonction de leur capacité de chauffage : « pleine puissance / arrêt complet » par rapport à « modulé ». Les unités Full On/Full Off n'ont pas un niveau de puissance variable; l'appareil est soit complètement allumé soit complètement éteint. Cela peut provoquer une variation gênante et potentiellement dangereuse de la température de l'eau chaude, car le débit d'eau dans le chauffe-eau varie. Les chauffe-eau modulés sans réservoir modifient leur production de chaleur en fonction du débit d'eau traversant l'unité. Cela se fait habituellement à l'aide d'un capteur de débit, une vanne de gaz de modulation, un capteur de température d'eau d'entrée, et une soupape capteur d'étranglement de température d'eau de sortie. [Pas clair] Un dispositif de chauffage de modulation correctement configuré peut fournir la même température de sortie d'eau à différentes débits d'eau dans les limites de leur capacité nominale, en maintenant généralement une plage proche de ± 2 °C.
Une chaudière combinée à condensation à haut rendement fournit à la fois le chauffage des locaux et le chauffage de l'eau et constitue un choix de plus en plus populaire dans les maisons britanniques. En fait, les chaudières mixtes représentent maintenant plus de la moitié de toutes les nouvelles chaudières domestiques installées en Grande-Bretagne.
Dans les conditions nord-américaines actuelles, la configuration la plus rentable d’un point de vue opérationnel consiste souvent à installer un chauffe-eau central (de type réservoir ou sans réservoir) sur la majeure partie de la maison et à installer un chauffe-eau sans salles de bains Cependant, la conception la plus économique peut varier en fonction des prix relatifs de l’électricité, du gaz et de l’eau dans la localité, de l’agencement du bâtiment et de la quantité d’eau chaude utilisée (et à quel moment). Seuls les chauffe-eau électriques sans réservoir étaient largement disponibles depuis de nombreuses années. et ils sont toujours utilisés pour les appareils de chauffage POU à faible coût initial, mais les appareils de chauffage POU au gaz naturel et au propane sont maintenant disponibles pour examen.

## Avantages du sans réservoir

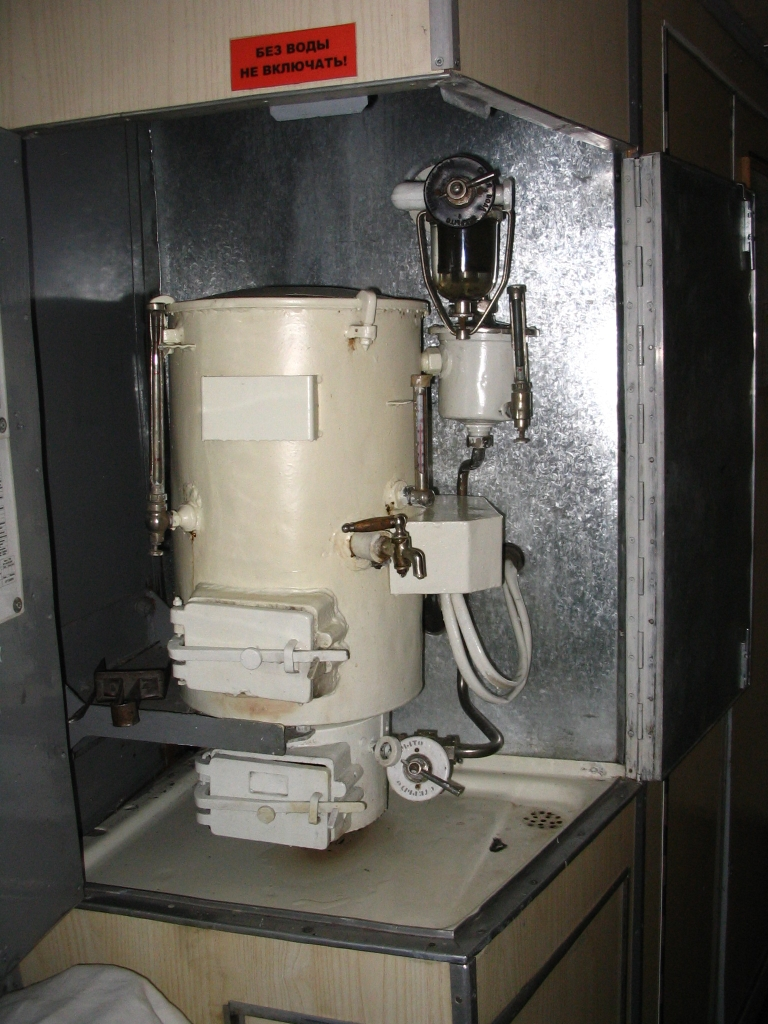
Chauffe-eau mobile dans un wagon de train (Russie)

- Économies d'énergie à long terme : Bien que le chauffe-eau sans réservoir coûte généralement plus cher au départ, son utilisation est généralement moins coûteuse en raison de sa consommation d'énergie réduite. Même les maisons ou les bâtiments à forte demande en eau chaude peuvent réaliser des économies. Si l’eau chaude instantanée aux robinets à des heures limitées est une priorité, un système de recirculation peut être utilisé en utilisant un aquastat et une minuterie pour réduire la perte de chaleur supplémentaire du système de recirculation. Si le réservoir de stockage d'un radiateur électrique est très isolé, de sorte que la surface extérieure du réservoir n'est que légèrement plus chaude que l'air ambiant, les économies réalisées avec un radiateur sans réservoir sont moindres.
- Économies dans l'utilisation de l'eau : les utilisateurs des points éloignés du bâtiment n'ont pas besoin de faire couler l'eau chaude aussi longtemps qu'ils attendent le robinet.
- Eau chaude illimitée : Bien que le débit détermine la quantité d'eau chaude que le chauffe-eau peut produire, il peut le délivrer à ce débit indéfiniment. Cependant, cela peut également être un inconvénient écologique, car le manque d'eau chaude limite l'utilisation, mais un chauffage sans réservoir n'offre pas une telle limite.
- Espace physique réduit : la plupart des chauffe-eau sans réservoir peuvent être installés sur un mur ou à l'intérieur de la structure d'un bâtiment. Cela signifie que moins d'espace physique doit être consacré au chauffage de l'eau. Même les systèmes qui ne peuvent pas être installés sur des murs prennent moins de place qu'un chauffe-eau à réservoir.
- Risque réduit de dégâts d'eau : aucune eau stockée ne signifie qu'il n'y a pas de risque de dégâts d'eau dus à une défaillance ou à une rupture du réservoir, même si la défaillance du tuyau ou du raccord reste possible[12].
- Compensation de température : Une vanne de compensation de température a tendance à éliminer le problème lorsque la température et la pression des chauffages sans réservoir diminuent pendant une utilisation continue. La plupart des chauffe-eau sans réservoir de nouvelle génération stabilisent la pression et la température de l'eau grâce à une vanne de dérivation et à une vanne de mélange incorporée dans l'unité. Les modèles sans réservoir modernes ne sont pas inversement proportionnels, car ils régulent la quantité d'eau qu'ils chauffent et rejettent, stabilisant ainsi la température de l'eau en utilisant une vanne de régulation du débit. Le changement de température, et non la vitesse d'écoulement, est le problème que le chauffe-eau doit résoudre. Plus la température augmente, plus le débit de l'unité est faible - plus la température augmente, plus le débit est élevé. La vanne de régulation de débit, associée à des thermistances, maintient une température stable tout au long de l'utilisation de l'unité.
- Sécurité : Les chauffe-eau sans réservoir contrôlent avec précision la température de l'eau, ce qui signifie que les niveaux de température dangereux et les pics sont moins probables[13]. Un avantage de sécurité supplémentaire découle de la réduction de l'exposition aux métaux toxiques dissous, qui ont tendance à se produire à des concentrations plus élevées dans l'eau chaude qui a séjourné dans un réservoir de chauffe-eau conventionnel pendant de longues périodes.

## Inconvénients sans réservoir

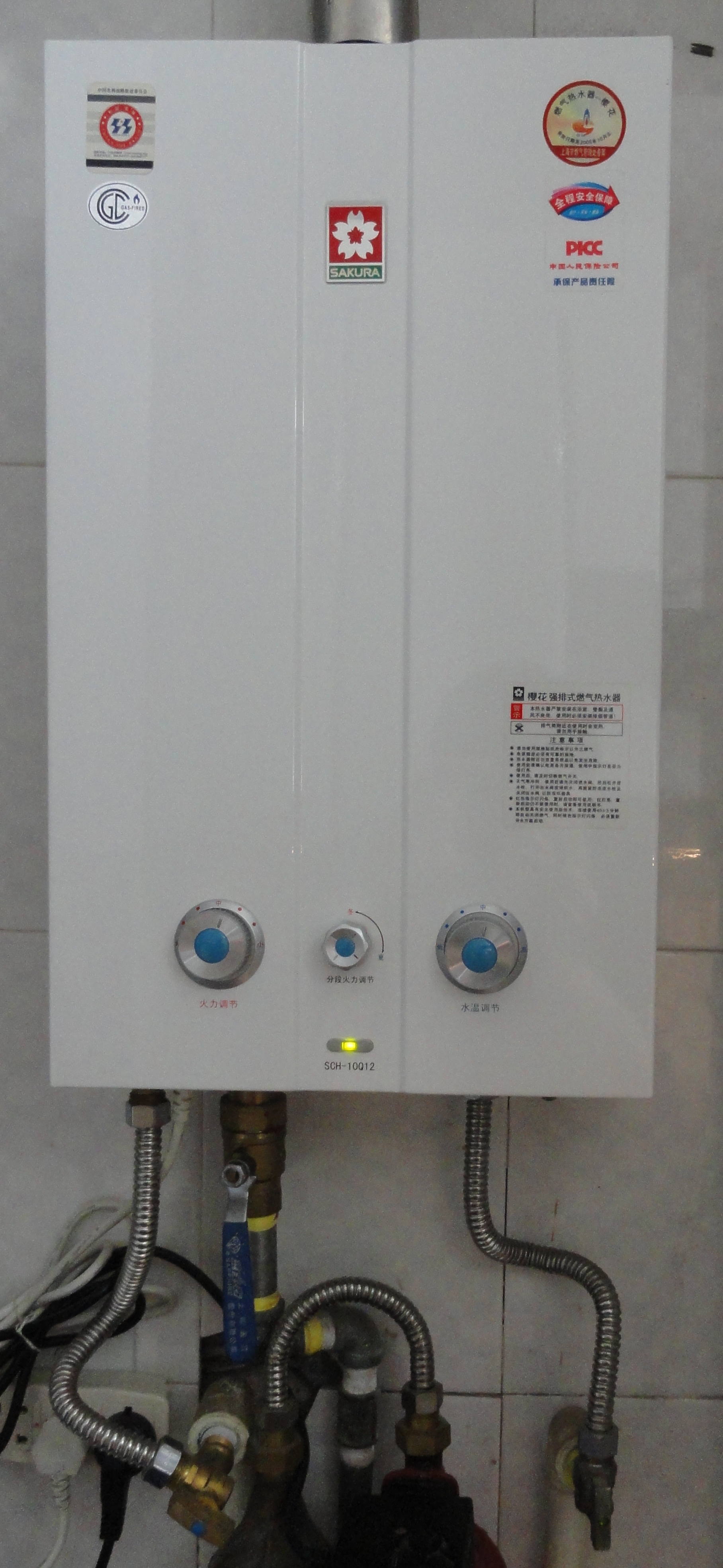
Chauffe-eau sans réservoir à gaz (Taiwan)

- Frais de démarrage : au-delà du prix d’achat initial deux à quatre fois supérieur (par rapport à un chauffe-eau avec réservoir), l’installation d’un système sans réservoir a un coût accru, en particulier dans les applications de rénovation. Ils ont tendance à être particulièrement coûteux dans des régions telles que les États-Unis où ils ne sont pas dominants, par rapport à la conception des réservoirs établie. Si un chauffe-eau à accumulation est remplacé par un chauffe-eau sans réservoir, l'installateur devra peut-être augmenter la taille du câblage électrique ou du gazoduc pour manipuler la charge et remplacer le tuyau de ventilation existant, ajoutant éventuellement des frais à la modernisation. De nombreuses unités sans réservoir ont des soupapes à gaz entièrement modulantes allant de 10 000 à plus de 1 000 000 BTU. La plupart des installations électriques requièrent des câbles AWG 10 ou 8, correspondant à 5,5 ou 8,5 mm2 pour les appareils de chauffage typiques (points d'utilisation) aux tensions nord-américaines. Les plus grandes unités électriques peuvent nécessiter un câble AWG 2 maximum. Dans les appareils à gaz, les exigences de pression et de volume doivent être respectées pour un fonctionnement optimal.
- Délai de démarrage : Il peut y avoir une attente plus longue pour l'eau chaude. Un chauffe-eau sans réservoir ne chauffe que l'eau à la demande, de sorte que l'eau inutilisée dans la tuyauterie commence à température ambiante. Ainsi, il peut y avoir un « retard de flux » plus apparent pour l'eau chaude atteignant un robinet éloigné (dans des systèmes autres que des points d'utilisation). De nombreux modèles vendus au Royaume-Uni ont introduit un petit accumulateur de chaleur dans la chaudière combinée pour résoudre ce problème. Cette installation « à chaud » améliore considérablement la qualité du service d’eau chaude, que certaines personnes trouvent par ailleurs inacceptable avec une chaudière mixte, mais elle consomme beaucoup plus de carburant, surtout en été.
- Utilisation intermittente : Il y a un court délai (1 à 3 secondes) entre le moment où l'eau commence à couler et le moment où le détecteur de débit du réchauffeur active les éléments chauffants ou le brûleur à gaz. Dans le cas d'applications à utilisation continue (douches, baignoires, machines à laver), cela ne pose pas de problème car le chauffage ne cesse jamais de chauffer. Cependant, pour les applications à utilisation intermittente (c.-à-d. Éteindre / allumer un robinet d'eau chaude dans un évier), de l'eau chaude peut être présente, suivie d'une petite quantité d'eau froide. . Ceci est particulièrement problématique si les conduites d'eau chaude sont mal isolées. L’expérience de l’utilisateur est la suivante: après avoir initialement fait couler de l’eau chaude, l’utilisateur éteint la vanne puis, peu après, la rallume. L'eau chaude commence à circuler à nouveau à la vanne à partir de l'eau chaude déjà présente dans la tuyauterie, mais dans le même temps, certains appareils de chauffage doivent laisser entrer une certaine quantité d'eau froide dans la tuyauterie pendant le temps de réactivation. Quelque temps plus tard (en fonction de la longueur de la tuyauterie reliant le réservoir à la vanne), cette partie froide de l'eau arrive à l'évier, suivie peu après par de l'eau chaude. La pensée initiale de l'utilisateur peut être que le chauffage échoue par intermittence.
- Flexibilité de la source de chaleur : les appareils de chauffage sans réservoir utilisent soit le gaz, soit l'électricité pour le chauffage. Leur conception peut ne pas permettre d'autres sources de chaleur, y compris certaines options d'énergie renouvelable. Le chauffage solaire de l'eau, qui peut être utilisé avec des chauffe-eau sans réservoir, constitue une exception. Les systèmes de type réservoir peuvent utiliser de nombreuses sources de chaleur telles que le chauffage urbain, le chauffage central, le chauffage géothermique, la micro-cogénération et les échangeurs de chaleur couplés à la terre.
- Systèmes de recirculation: Les chauffe-eau sans réservoir étant inactifs lorsque de l'eau chaude n'est pas utilisée, ils sont incompatibles avec les systèmes de recirculation d'eau chaude passifs (à base de convection). Ils peuvent être incompatibles avec les systèmes actifs de recirculation de l'eau chaude et consomment certainement plus d'énergie pour chauffer de l'eau en permanence dans la tuyauterie, ce qui va à l'encontre de l'un des principaux avantages d'un chauffe-eau sans réservoir. Les pompes de recirculation à la demande sont souvent utilisées pour minimiser les temps d’attente de l’eau chaude dans les chauffe-eau sans réservoir et économiser l’eau gaspillée dans les égouts. Les pompes de recirculation à la demande sont activées par un bouton ou un autre capteur. Une sonde de température en contact avec l'eau installée au point d'utilisation d'eau chaude signale l'arrêt de la pompe. Les événements de pompage à cycle unique ne se produisent que lorsque de l'eau chaude est nécessaire, empêchant ainsi le gaspillage d'énergie associé au chauffage constant de l'eau dans la tuyauterie.
- Atteindre des températures plus fraîches : Les chauffe-eau sans réservoir ont souvent des exigences de débit minimum avant l'activation du chauffage, ce qui peut créer un écart entre la température de l'eau froide et la température d'eau chaude la plus froide possible.
- Maintenir une température de douche constante : contrairement à un chauffe-réservoir, la température de l'eau chaude d'un chauffage non modulé sans réservoir est inversement proportionnelle au débit de l'eau - plus le débit est rapide, moins l'eau passe dans l'élément chauffant être chauffé. Mélanger de l'eau chaude et de l'eau froide à la «bonne» température d'un robinet à levier unique (par exemple, lorsque vous prenez une douche) prend un peu de pratique. En outre, lors du réglage du mélange en milieu de douche, le changement de température réagit initialement au même titre qu'un réchauffeur en réservoir, mais cela modifie également le débit d'eau chaude. Par conséquent, un temps fini plus tard, la température change à nouveau très légèrement et nécessite un réajustement. Cela n'est généralement pas visible dans les applications sans douche.
- Fonctionnement avec faible pression d'alimentation : Les systèmes sans réservoir dépendent de la pression de l'eau fournie à la propriété. En d'autres termes, si un système sans réservoir est utilisé pour acheminer de l'eau vers une douche ou un robinet d'eau, la pression est la même que celle délivrée à la propriété et ne peut pas être augmentée. (dans le grenier ou le grenier, par exemple), la force de gravité peut aider à délivrer l'eau et des pompes peuvent être ajoutées au système pour augmenter la pression. Les douches de puissance, par exemple, ne peuvent pas être utilisées avec des systèmes sans réservoir car les systèmes sans réservoir ne peuvent pas fournir de l'eau chaude à un débit suffisamment rapide requis par la pompe.
- Comptage du temps d'utilisation et charges électriques maximales : Les radiateurs électriques sans réservoir, s'ils sont installés dans un grand pourcentage de foyers dans une zone donnée, peuvent créer des problèmes de gestion de la demande pour les services publics d'électricité. Comme il s'agit de dispositifs à haute intensité et que la consommation d'eau chaude a tendance à augmenter à certains moments de la journée, leur utilisation peut entraîner de brèves augmentations de la demande d'électricité, notamment pendant les périodes de pointe. Pour les ménages utilisant la mesure du temps d'utilisation (où l'électricité coûte plus cher pendant les périodes de pointe telles que le jour et est moins chère la nuit), un radiateur électrique sans réservoir peut en fait augmenter les coûts d'exploitation[14]. Les appareils de chauffage instantanés sont également problématiques s'ils sont connectés à des systèmes de chauffage urbain, car ils augmentent la demande de pointe, et la plupart des services publics préfèrent que tous les bâtiments disposent d'un stockage d'eau chaude.
- Panne de courant : En cas de panne de courant, les radiateurs électriques sans réservoir ne peuvent pas fournir de l'eau chaude, contrairement aux chauffe-eau à réservoir qui peuvent pourvoir l'eau chaude stockée dans le réservoir.